# Centre de calcul recherche et technologie
 (novembre 2021).
Si vous disposez d'ouvrages ou d'articles de référence ou si vous connaissez des sites web de qualité traitant du thème abordé ici, merci de compléter l'article en donnant les références utiles à sa vérifiabilité et en les liant à la section « Notes et références ».
Le Centre de calcul recherche et technologie (CCRT) est une des composantes du complexe de calcul scientifique du CEA localisé sur le site du CEA de Bruyères-le-Châtel (Centre DAM-Île de France).
Ouvert en production fin 2003, il a pour vocation de satisfaire les besoins du CEA et de ses partenaires en matière de grandes simulations numériques, de favoriser les échanges et les collaborations scientifiques entre partenaires dans un contexte où l’accès à la simulation numérique haute performance est devenu un des enjeux stratégiques de la compétitivité des entreprises et des organismes de recherche.
De la recherche à l’industrie, les simulations numériques réalisées grâce au CCRT touchent ainsi des domaines très diversifiés : aéronautique, sûreté des réacteurs nucléaires, évolution du climat, astrophysique, comportement des matériaux, génomique, traitement d’images médicales et sciences du vivant, etc.
Le CCRT est l’un des grands centres de calcul européens ouverts à des partenariats entre la recherche et l’industrie.
Depuis septembre 2021, il dispose du superordinateur Topaze.